# Laura Gimmler
Laura Gimmler, född 5 december 1993, är en tysk längdskidåkare.

## Biografi
Gimmler tävlar för klubben SC Oberstdorf. Som junior tog hon ett brons i damernas stafett vid juniorvärldsmästerskapen i Liberec 2013. Hon har vunnit flera medaljer i de tyska mästerskapen, däribland två individuella guld i sprint 2014 respektive 2020.
Den 3 januari 2015 debuterade Gimmler i världscupen när hon deltog i prologen i Tour de Ski i Oberstdorf, 3 km i fristil, där hon slutade på 68:e plats. Hon tog sina första världscuppoäng när hon slutade på 10:e plats i sprinten i Pyeongchang säsongen 2016/2017. Hennes bästa individuella resultat i världscupen är en sjundeplats som hon uppnådde i sprinten i Cogne under säsongen 2018/2019.
Gimmler deltog vid VM i Seefeld 2019 med en 13:e plats i damernas 10 km i klassisk stil som bästa individuella placering. Hon körde också den fjärde sträckan för det tyska lag som slutade fyra i damernas stafett. På VM i Oberstdorf 2021 deltog hon i damernas sprint där hon slutade på 10:e plats.

## Resultat

### Världsmästerskap
| Tävling         | 10 km | Skiathlon | 30 km | Sprint | Stafett | Lagsprint |
| --------------- | ----- | --------- | ----- | ------ | ------- | --------- |
| Seefeld 2019    | 13:e  | —         | —     | 20:e   | 4:e     | —         |
| Oberstdorf 2021 | —     | —         | 10:e  | 10:e   | 5:e     | —         |